# Myslitel
Myslitel (francouzsky Le Penseur) je bronzová socha od francouzského sochaře Augusta Rodina. Socha zobrazuje nahou mužskou postavu v nadživotní velikosti. Muž sedí na kameni a jednou rukou si podpírá bradu, jako by
byl v hlubokém zamyšlení. Socha se obvykle využívá jako vyobrazení filozofie.
Existuje kolem 28 odlitků v plné velikosti, ve které postava měří kolem 186 cm
na výšku. Ne všechny odlitky však byly vytvořeny za Rodinova života či pod jeho
dohledem. Stejně tak existuje mnoho různých verzí v různých velikostech,
některé jsou i z plastu.

## Původ

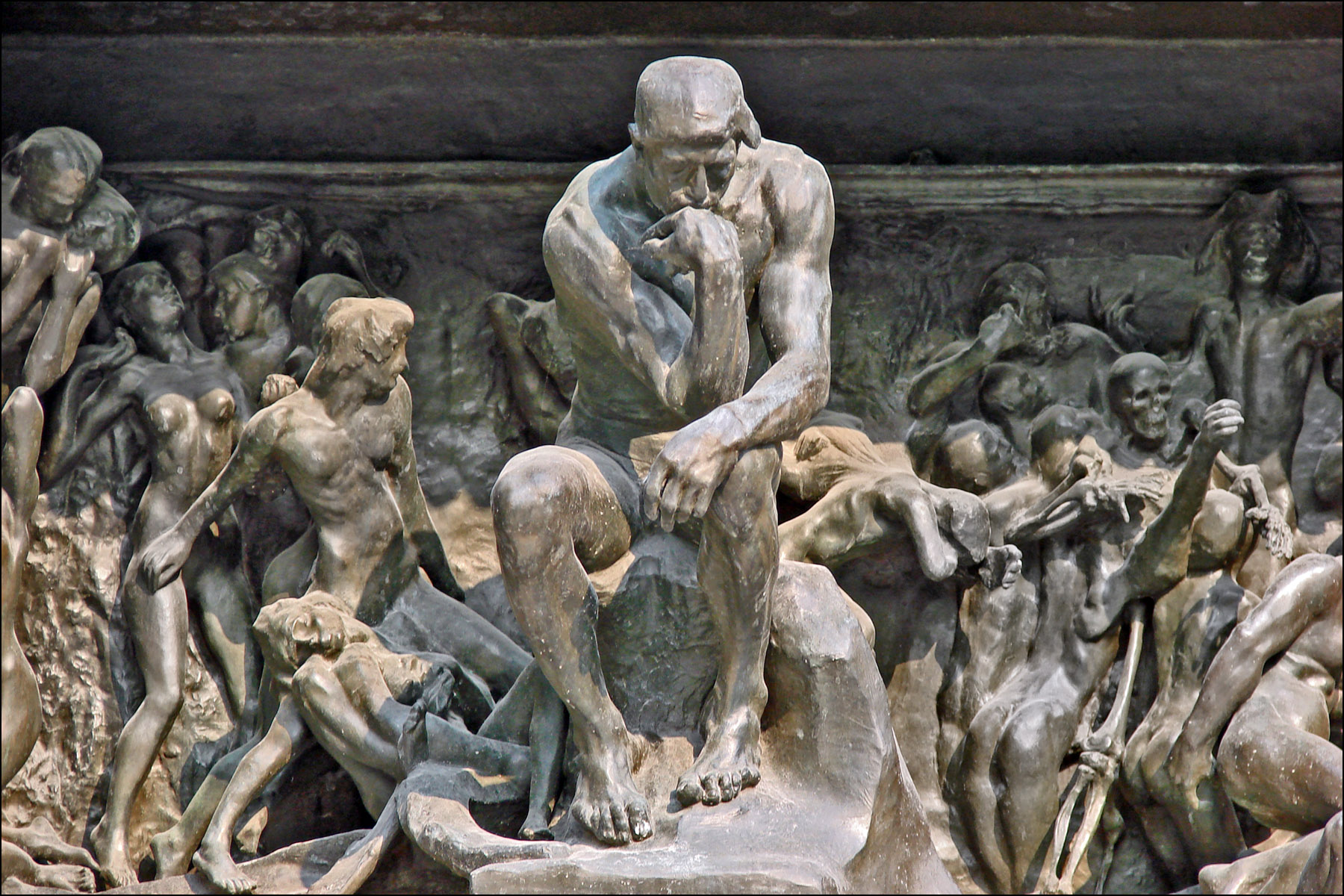
Myslitel na Branách pekla v Musée Rodin

Socha nevznikla původně jako samostatné dílo. V rámci přípravy realizace  první veřejné Rodinovy zakázky na portál Muzea dekorativního umění vznikla po roce 1880 řada soch, které byly  určeny  pro tento portál.[zdroj?]
Námětem portálu bylo ztvárnění části Peklo  Dantovy Božské komedie. Z tohoto důvodu Byl zvolen název díla Brána pekel. Použité sochy měly symbolizovat hlavní postavy Dantova díla.  Brána měla být završena sochou Danta, přemítajícího o svém díle. Nemělo jít o přesnou podobu, jeho postava byla spíše subtilní, ale o personifikaci všech básníků, zejména Baudelaira a Huga, ke kterým Rodin pociťoval nesmírný obdiv. Přestože na Bráně pekel pracoval Rodin prakticky po celý zbytek života, portál za jeho života nebyl veřejně vystaven  a byl odlit do bronzu až 10 let po jeho smrti. Vlastní muzeum nebylo postaveno nikdy.[zdroj?]
Sochy použité v Bráně pekel byly však zpracovány i jako jako samostatná umělecká díla: Myslitel (Le Penseur, původně zvaný Básník), Polibek (Le Baiser – sousoší Paola a Francesky z Brány pekel), Ugolin. Tato díla jsou známa z pozdějších bronzových odlitků či provedení v mramoru.[zdroj?]
Kompozice sochy navazuje na antické vzory, zejména Torzo belvedérské, které je dnes vystaveno ve Vatikánských muzeích.  Na rozdíl od klasického ztvárnění tématu přemýšlení, kde jsou osoby oblečené,  případně i se zbraněmi či jinými atributy  (Pallas Athéna, Michelangelovy sochy, např. Mojžíš, Myslbekova Oddanost,  Podobizna kováře Jecha od Karla Purkyně) je Rodinův Myslitel zcela bez oblečení a jakýchkoli ilustrujících nástrojů. Symbolizuje tak univerzálnost myšlení. Vztah mezi duchem a tělem je zvýrazněn svalnatým zpracováním aktu.  Výraz obličeje i celého těla, kde se loket pravé ruky opírá o levé koleno, svědčí o hlubokém soustředění při řešení závažného dilematu. I když podle původního určení socha byla určena pro pohled zepředu, akt je promodelovaný jako celek, což vynikne při pohledu na záda sochy.[zdroj?]
Tento výjev z Brány pekel byl  údajně poprvé označen za „Myslitele“ pracovníky ve
slévárně, kterým postava připomínala Michelangelovu sochu Lorenza II. Medicejského
„Il Penserioso“ (též Myslitel či Přemýšlející). Nicméně podobnost je jen vnější, socha je oblečená a postavení rukou i nohou je zcela odlišné.[zdroj?]
Původní sádrový model realizovaný v letech 1881-2  byl vysoký 87 cm a byl poprvé vystaven v Kodani v roce 1888. Zvětšenou verzi sochy vytvořil Rodin se svými asistenty v letech 1902-3. Originál v sádře, vysoký 182 cm, vlastní Rodinovo muzeum v Paříži. Poprvé byl vystaven v roce 1904. Dílo okamžitě slavilo ohromný úspěch. Byly v něm rozpoznány síla lidství i symbol demokracie. Bronzový odlitek sochy byl v roce 1906 instalován před pařížským Pantheonem (od roku 1922 v zahradě Rodinova muzea). V roce 1917, v roce Rodinovy smrti už existovalo 8 odlitků zvětšené verze Myslitele. Početné odlitky sochy dnes zdobí řadu míst na více kontinentech a svědčí o všeobecném uznání, kterému se toto dílo těší. Samotné dílo se stalo inspirací pro další generace umělců.[zdroj?]
Socha Myslitele zdobí také Rodinův hrob v Meudonu u Paříže.[zdroj?]

## Galerie

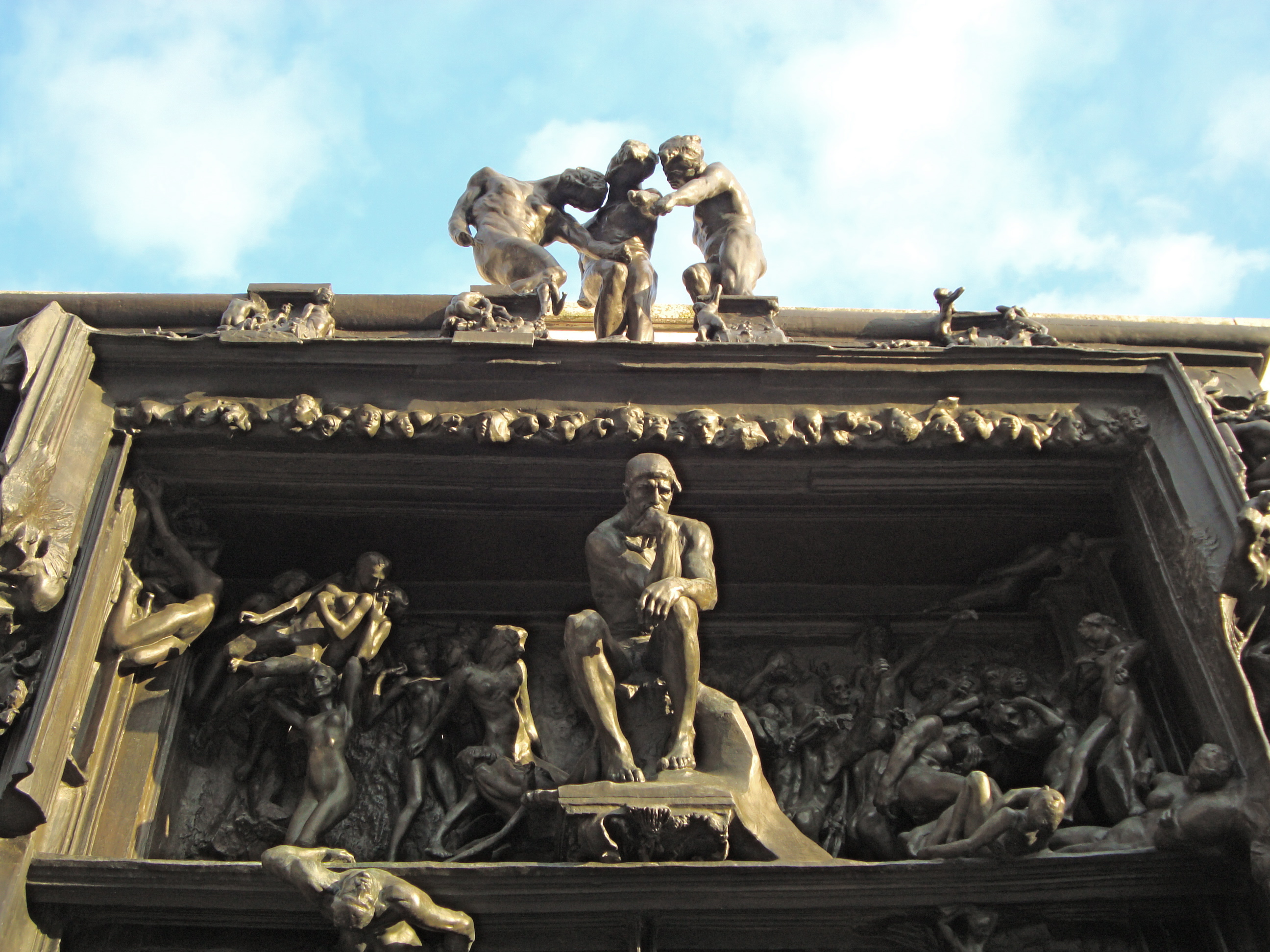
A. Rodin: Brána pekel – detail se sochou Básníka/Myslitele
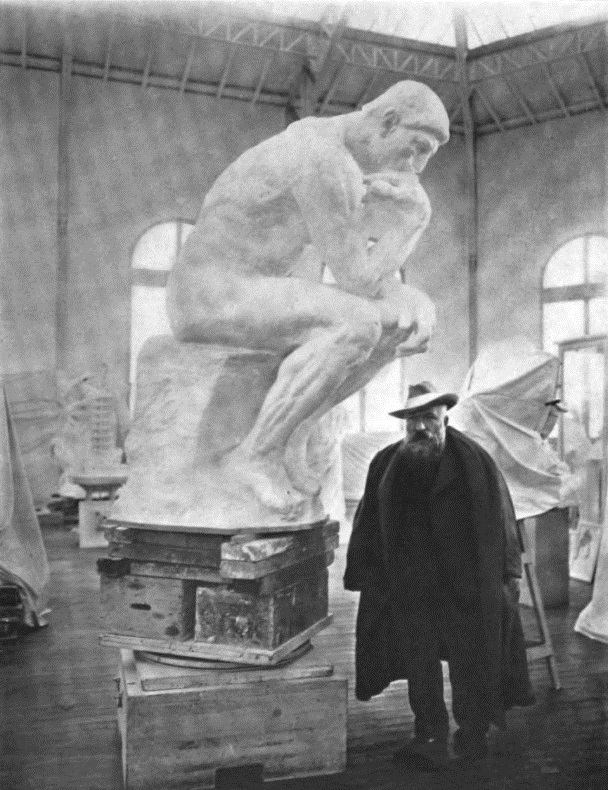
A. Rodin v ateliéru se sochou Myslitele (asi 1903)
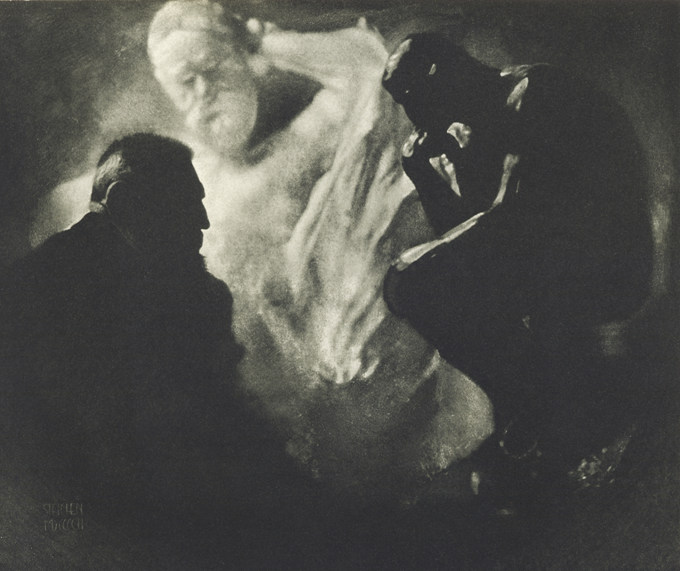
Edward Steichen: A. Rodin se sochou Myslitele, 1905
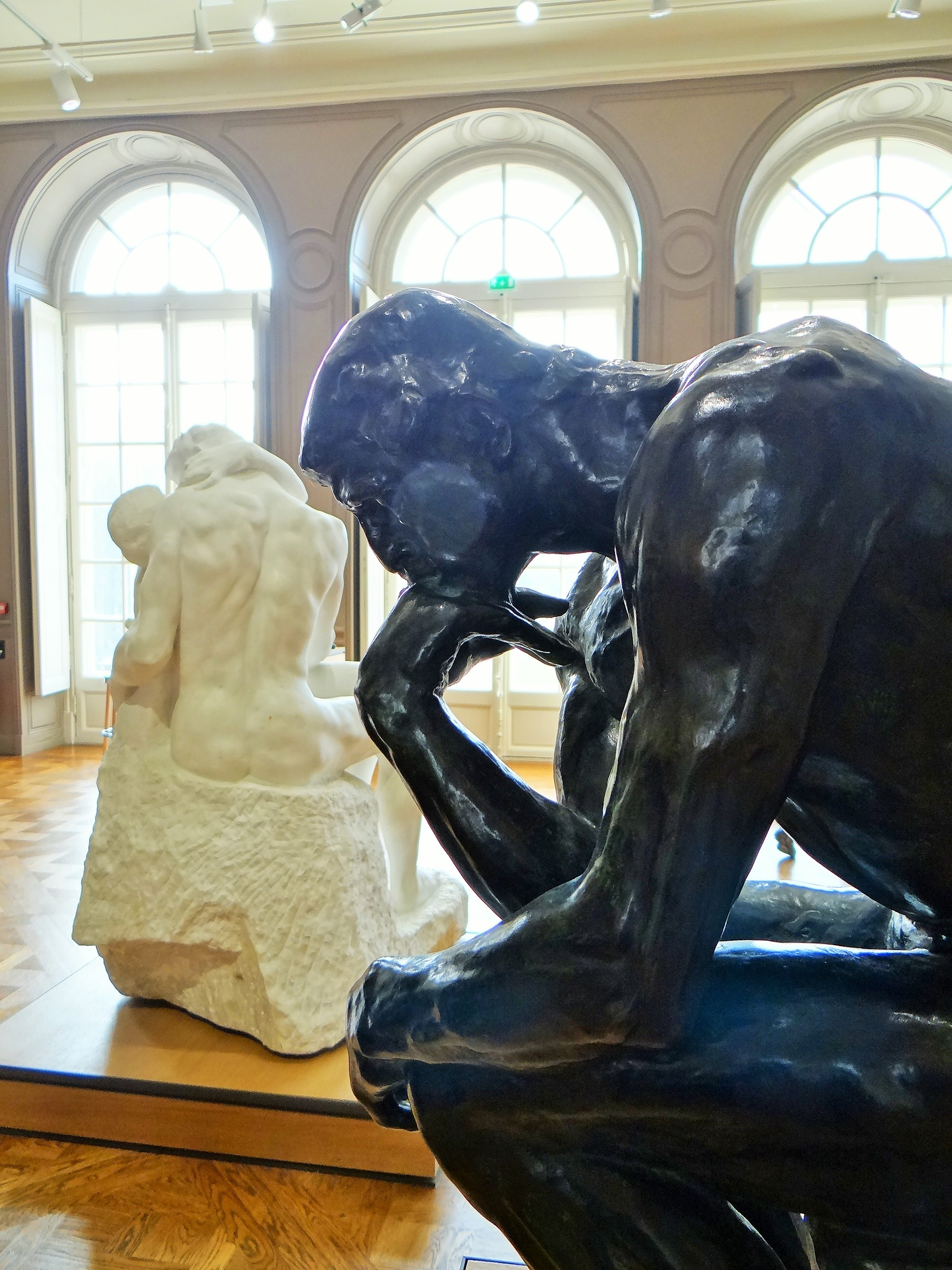
Myslitel, originál, v pozadí sousoší Polibek,  Rodinovo muzeum v Paříži
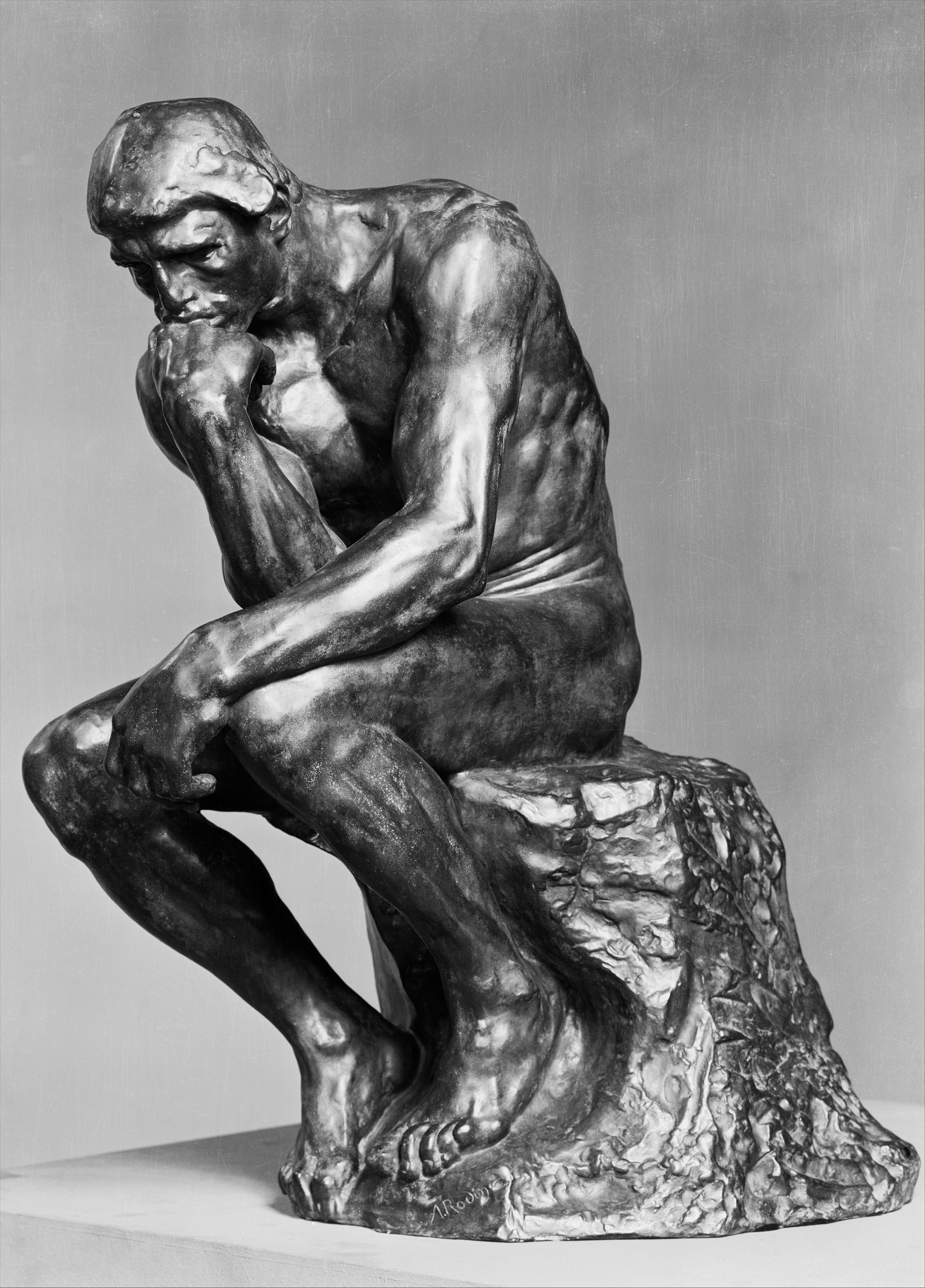
Myslitel, Metropolitní muzeum, New York
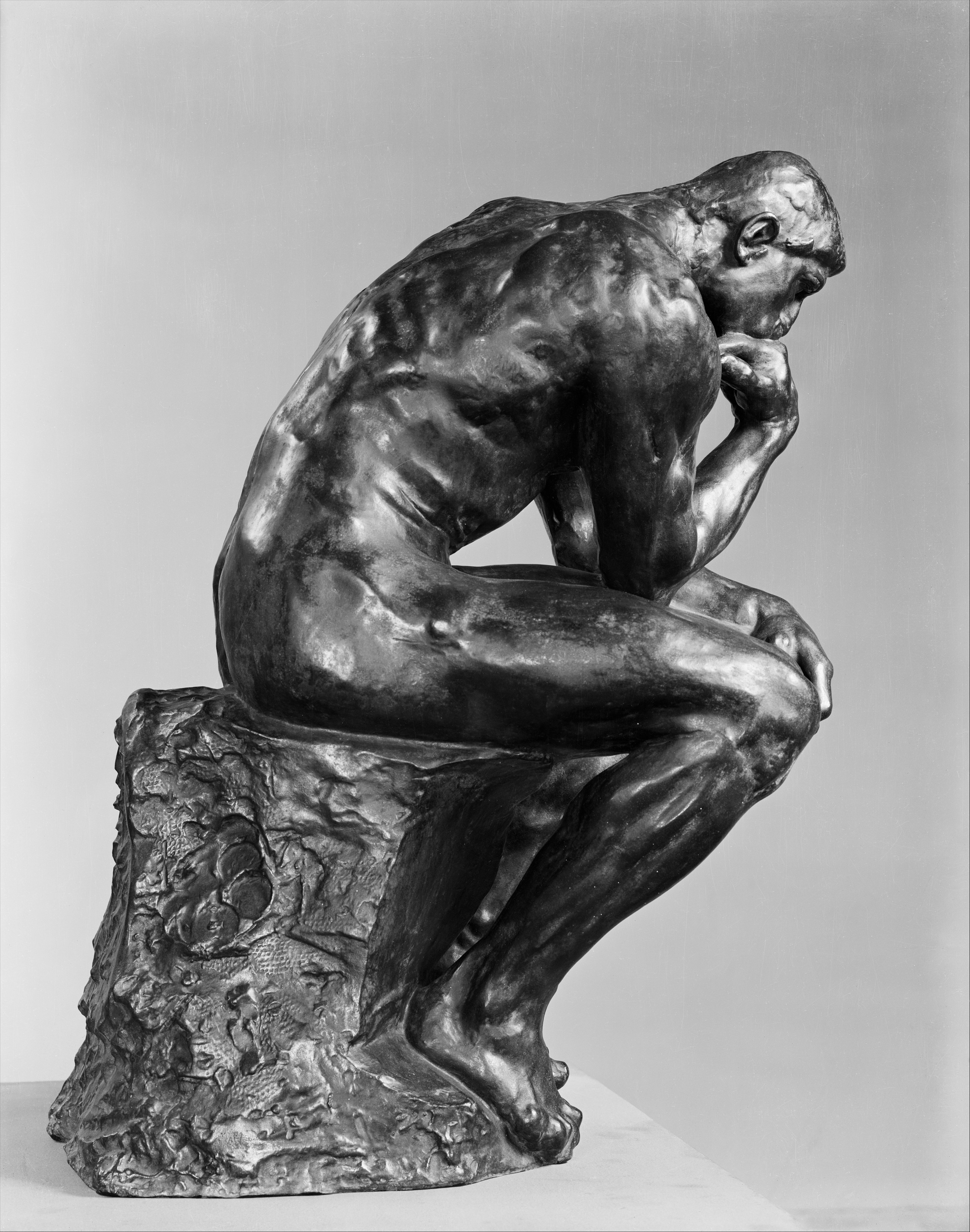
Myslitel, Metropolitní muzeum, New York
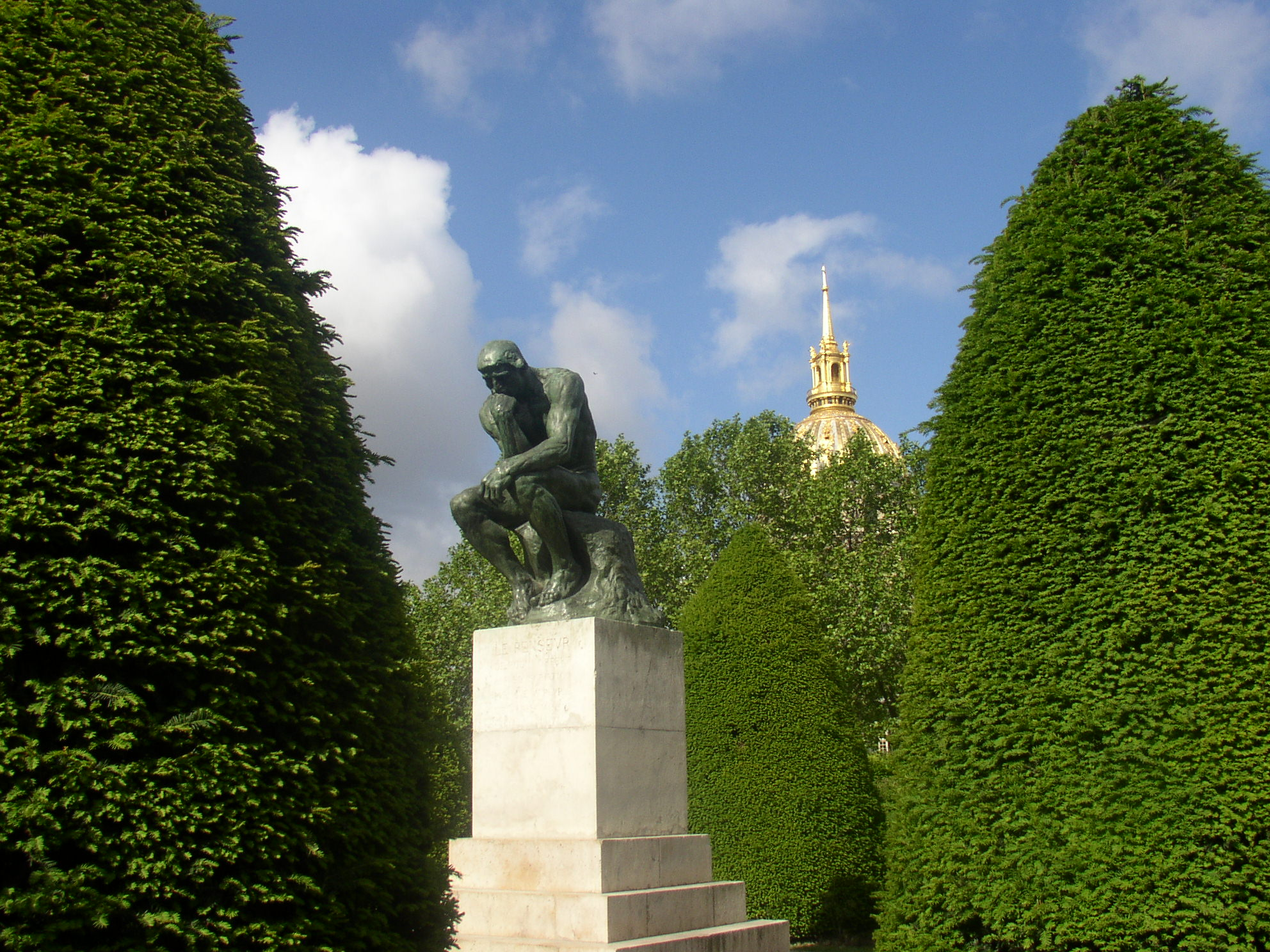
Myslitel: Bronzový odlitek před Rodinovým muzeem v Paříži
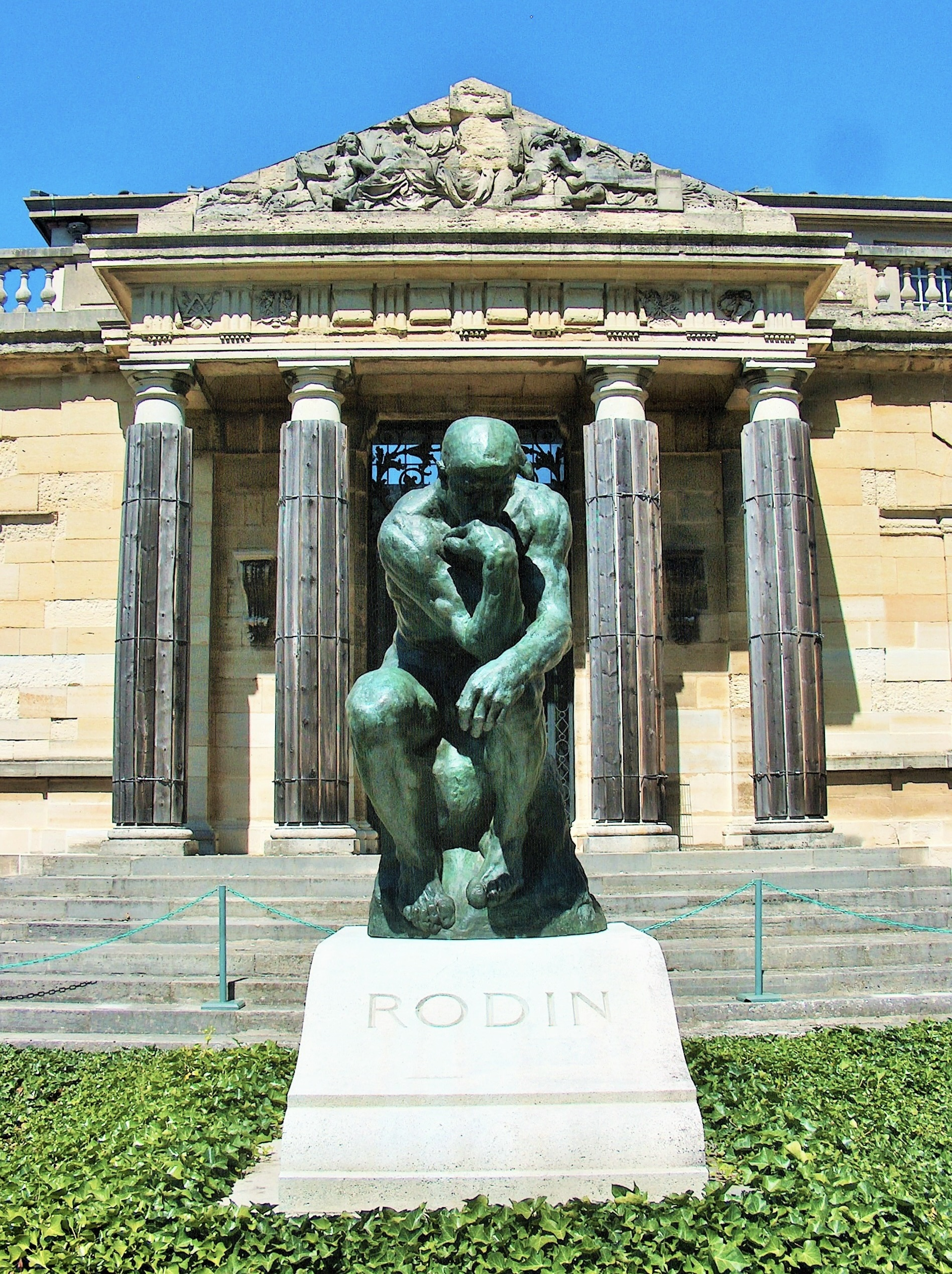
Rodinův hrob se sochou Myslitele – Meudon
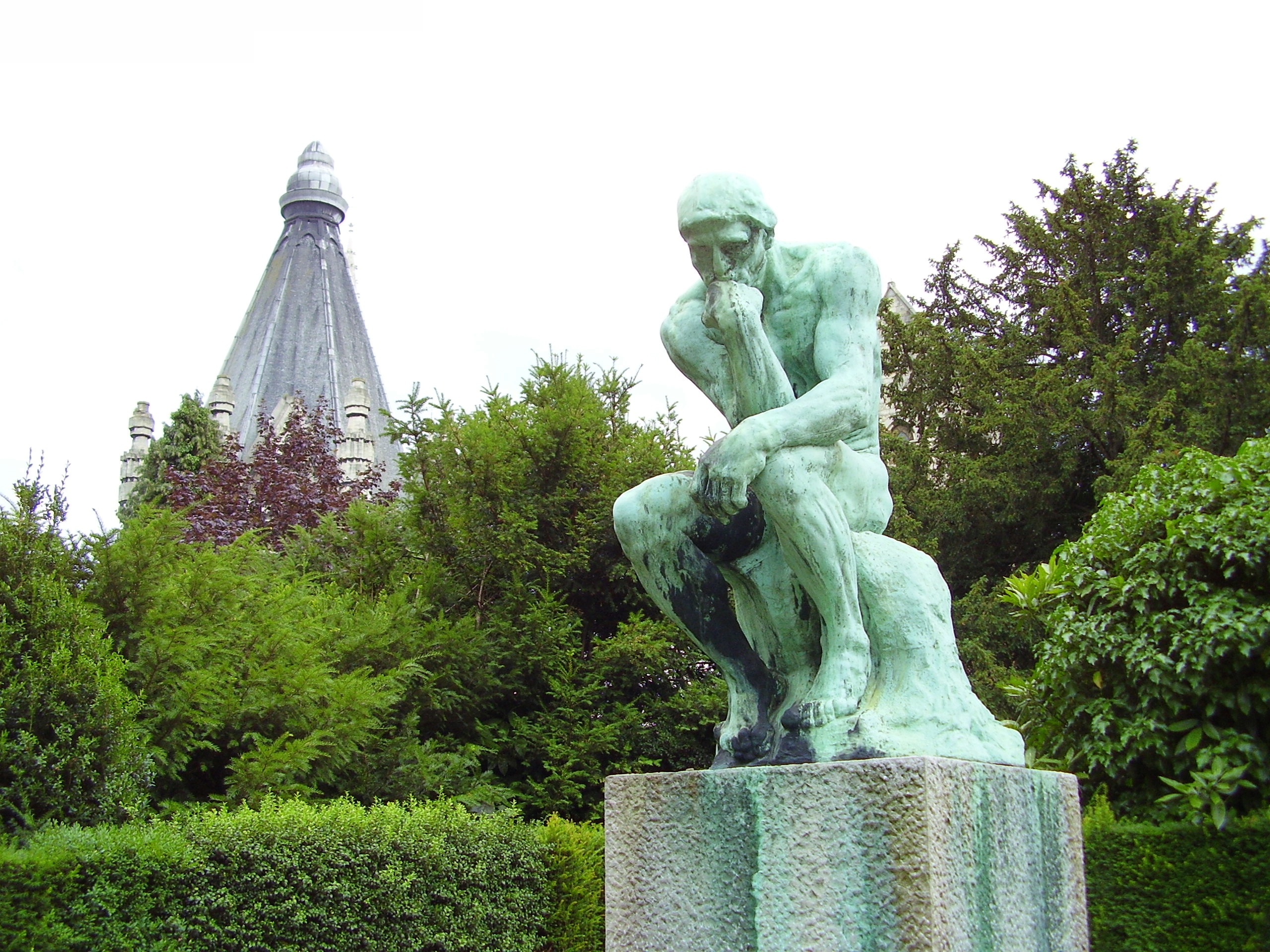
Myslitel na hřbitově v Bruselu-Laeken
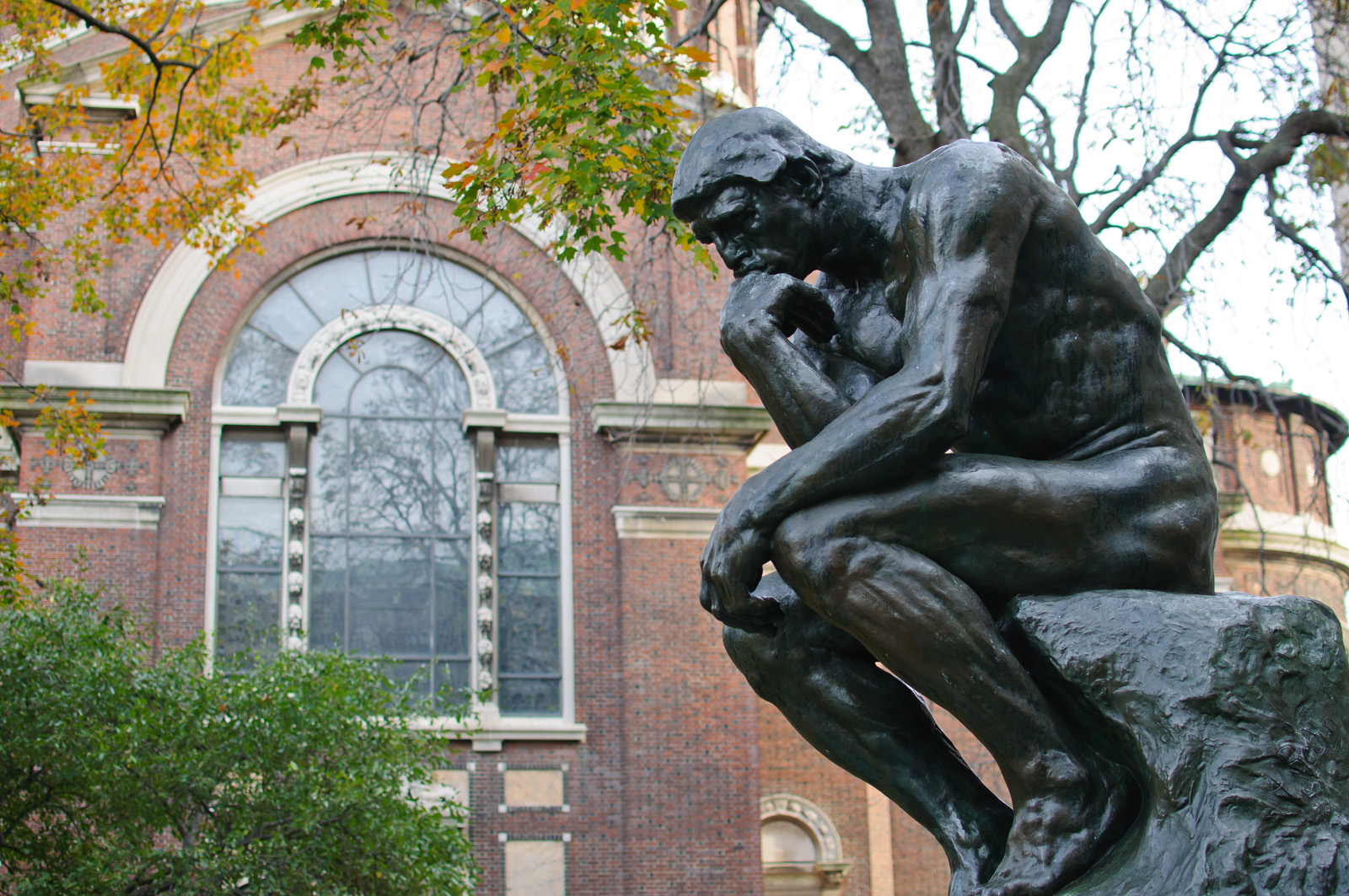
Myslitel, Columbia University, New York